# Svein Erik Paulsen
Svein Erik Spiker'n Paulsen (født 30. marts 1946 i Trondheim) er en norsk tidligere proffbokser. Han boksede i vægtklassen junior-letvægt.
Paulsen indledte karrieren ved at blive norsk juniormester i 1962. Han blev norsk seniormester i 1964, 1966, 1968, 1969, 1970 og 1972 og nordisk mester i 1967 og 1970. Han var
OL-deltager i 1972 i letvægt, hvor han nåede til kvartfinalen, som han tabte til kenyaneren Samuel Mbugua med dommerstemmerne 1-4.
Paulsen debuterede som professionel den 25. januar 1973 med en sejr over marokaneren Kader Ben Mimoun. Efter 5 professionelle kampe i Norge, begyndte Svein Erik Paulsen at bokse ved danske boksestævner arrangeret af promotor Mogens Palle. Første kamp i Danmark fandt sted i Randershallen den 4. oktober 1973 mod Thomas Matthews fra Trinidad/Tobago. Den 17. januar 1974 blev Paulsen i Randers matchet mod den italienske mester Ugo Poli, der netop havde gået 15 omgange i en kamp om europamesterskabet mod Lothar Abend. Paulsen vandt kampen og kort efter besejrede Paulsen den regerende europamester i fjervægt Jose Antonio Jiminez i en ikke-titelkamp.
Efter kun 10 professionelle kampe (heraf tre i Danmark) fik Paulsen en titelkamp om europamesterskabet i junior-letvægt mod tyskeren Lothar Abend. Paulsen stoppede Abend i 3. omgang i kampen, der fandt sted i Oslo. Paulsen blev derved Norges første europamester i professionel boksning. Paulsen forsvarede sit europamesterskab med succes fire gange inden han opgav titlen for at koncentrere sig om en VM-kamp mod WBC-mesteren Alfredo Escalera. VM-kampen fandt sted den 12. december 1975, men Paulsen blev stoppet på TKO i 9. runde.
Svein Erik Paulsen 25 kampe som professionel og opnåede 21-2-1 (5 KO).
Paulsen var på sit bedste rangeret som nr. 2 i verden af Ring Magazine. I 1974 blev han tildelt Olavstatuetten.